# Lasius niger
Fourmi noire des jardins
« Fourmi noire des jardins » redirige ici. Pour la Fourmi noire des bois, voir Lasius fuliginosus.
Espèce
Lasius niger, la Fourmi noire des jardins, est une espèce de fourmis cosmopolite, de la sous-famille des Formicinés. Très répandue, cette espèce paléarctique et opportuniste est commune en Europe, en Amérique du Nord et en Inde.

## Description
Les ouvrières sont noires à reflets gris et mesurent 3 à 5 mm et la reine peut mesurer jusqu'à 11 mm (généralement 9 mm). Elle est très proche morphologiquement de Lasius alienus avec qui elle peut être facilement confondue et qui est tout aussi commune, mais cette dernière est légèrement plus petite et présente une teinte un peu plus brune.
Comme toutes les fourmis, elle subit une métamorphose complète : œuf, larve, nymphe (enfermée dans un cocon), imago. Chaque étape dure entre dix et vingt jours. À la sortie du cocon, la jeune fourmi est brun clair, mais se pigmente en très peu de temps.

## Mode de vie

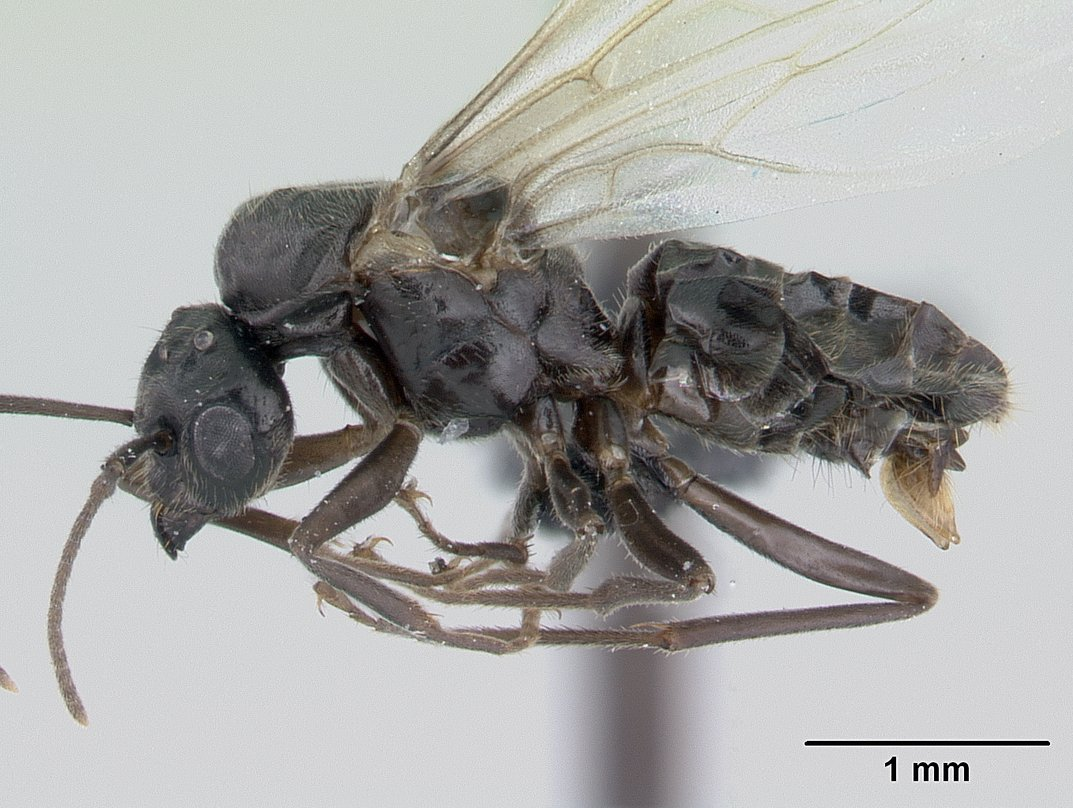
Mâle.

Les colonies sont formées de 5 000 à 15 000 individus selon la période. Elles sont fondées en été (juillet et aout), généralement en fin de journée après un orage, pendant ce que l'on appelle l'essaimage. Elles sont monogynes (une seule reine dans la fourmilière) et à fondation indépendante, c'est-à-dire que la nouvelle reine peut fonder toute seule sa colonie. La reine peut vivre environ 20 ans et les ouvrières entre 1 et 2 ans,. Le record connu de longévité pour une fourmi est détenu par une reine fourmi noire des jardins, Lasius niger, qui vécut 28 ans et 8 mois dans un laboratoire,.

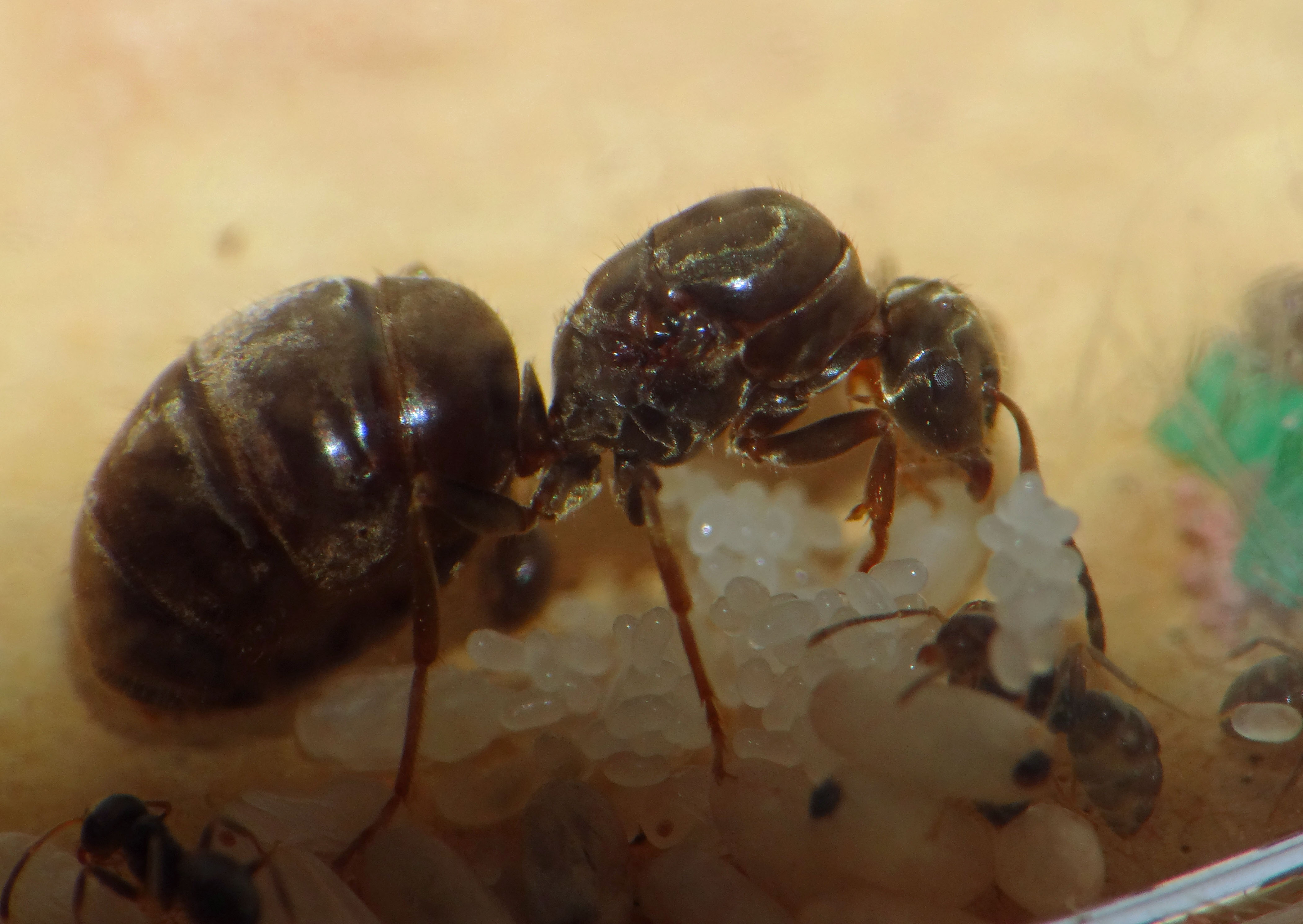
Reine Lasius niger avec œufs et cocons.

Cette espèce n'a pas de caste, les ouvrières sont toutes de taille similaire.
Lasius niger élève des pucerons (Myzus cerasi, par exemple) pour se nourrir de leur miellat. Elle se nourrit également d'insectes et de certains végétaux ou champignons. Elle pénètre parfois dans les habitations, essentiellement à la recherche d'aliments sucrés.
Les chenilles de plusieurs papillons, dont l'Azuré porte-queue et l'Azuré des nerpruns, sont soignées par plusieurs espèces de fourmis dont Lasius niger.

## Élevage
Lasius niger étant une espèce commune et facile à maintenir, elle est souvent élevée par les amateurs de l'élevage de fourmis.